# 台湾積体電路製造
台湾積体電路製造股份有限公司（たいわんせきたいでんろせいぞうこふんゆうげんこうし、台: 台灣積體電路製造股份有限公司、英語: Taiwan Semiconductor Manufacturing Company, Ltd.、略称：台積電・TSMC）は、台湾 にある世界最大の半導体受託製造企業（ファウンドリ）である。世界初の半導体専業ファウンドリであり、世界で最も時価総額の高い半導体企業の一つである。台湾最大級の企業でもあり、新竹市の新竹サイエンスパークに本社を置く。 
TSMCが製造した半導体集積回路（ICウェハ）を用いた顧客の製品は、補聴器やスマートフォン、クラウドデータセンターから、科学研究用機器・医療用機械・人工衛星・宇宙船など、幅広い電子機器に採用されている。現時点で世界で最も進んだ半導体プロセス技術である3nmを用いた製造サービスを提供する最初のファウンドリである。

## 概要
TSMCは、1987年に創業者である張忠謀（Morris Chang、モリス・チャン）によって、台湾や世界初の半導体専攻のファウンドリとして設立され、現在もこの分野におけるリーディングカンパニーとなっている。1993年に台湾証券取引所（TWSE：2330）に上場。1997年には台湾企業として初めてニューヨーク証券取引所（NYSE：TSM）に上場した。  
2018年6月、31年間同社を率いてきた張忠謀の退任に伴い、劉徳音（Mark Liu、マーク・リウ）が会長に、魏哲家（C.C. Wei、シーシー・ウェイ）が最高経営責任者に就任した。2005年から2009年まで、曾繁城（リック・ツァイ）が最高経営責任者を務めた。      
2022年現在、TSMCは全世界で6万人以上の従業員を擁し、2021年の売上高は568億米ドルとなった。  
TSMCは、米国、中国大陸、シンガポール、台湾北部、中部、南部でファブ（半導体製造工場）事業に投資している。また、日本、北米、欧州、中国、韓国、イスラエルに拠点を置く。 
TSMCは、世界的な半導体需要の高まりが続く中、台湾に加え海外の施設を拡張しており、AIや5Gを搭載したアプリケーションで使用されるチップなどの需要拡大に対応するため、2023年までに1000億米ドルを投資して製造能力の強化を計画している。  
2020年には、米国アリゾナ州フェニックスに12インチファブを開設する計画を発表。この第1工場では、2,000人の雇用が創出される見込みで、4 nmプロセスを採用し、ICウェハ月産2万枚を予定している。2024年のフル稼働を予定しており、その時点で米国最先端のファブとなる見込みである。さらに2022年12月に計画が発表された第2工場では3nmプロセスを採用し、第1工場との合計400億ドルの投資で4,500人の雇用を生み出す予定である。 
2023年第4四半期には、半導体のファウンドリー市場では約6割のシェアを突破、大陸側中国にも工場を持つものの、中国の多数のメーカーにも大量の半導体を供給していることから、ある意味で台湾を中国から護る役割を果たしているのではないかとして、台湾で「護国神山」と称されることもある。2023年11月、APECの首脳会議にTSMC創業者のモリス・チャンが蔡英文総統の代理として出席している。 

### JASM

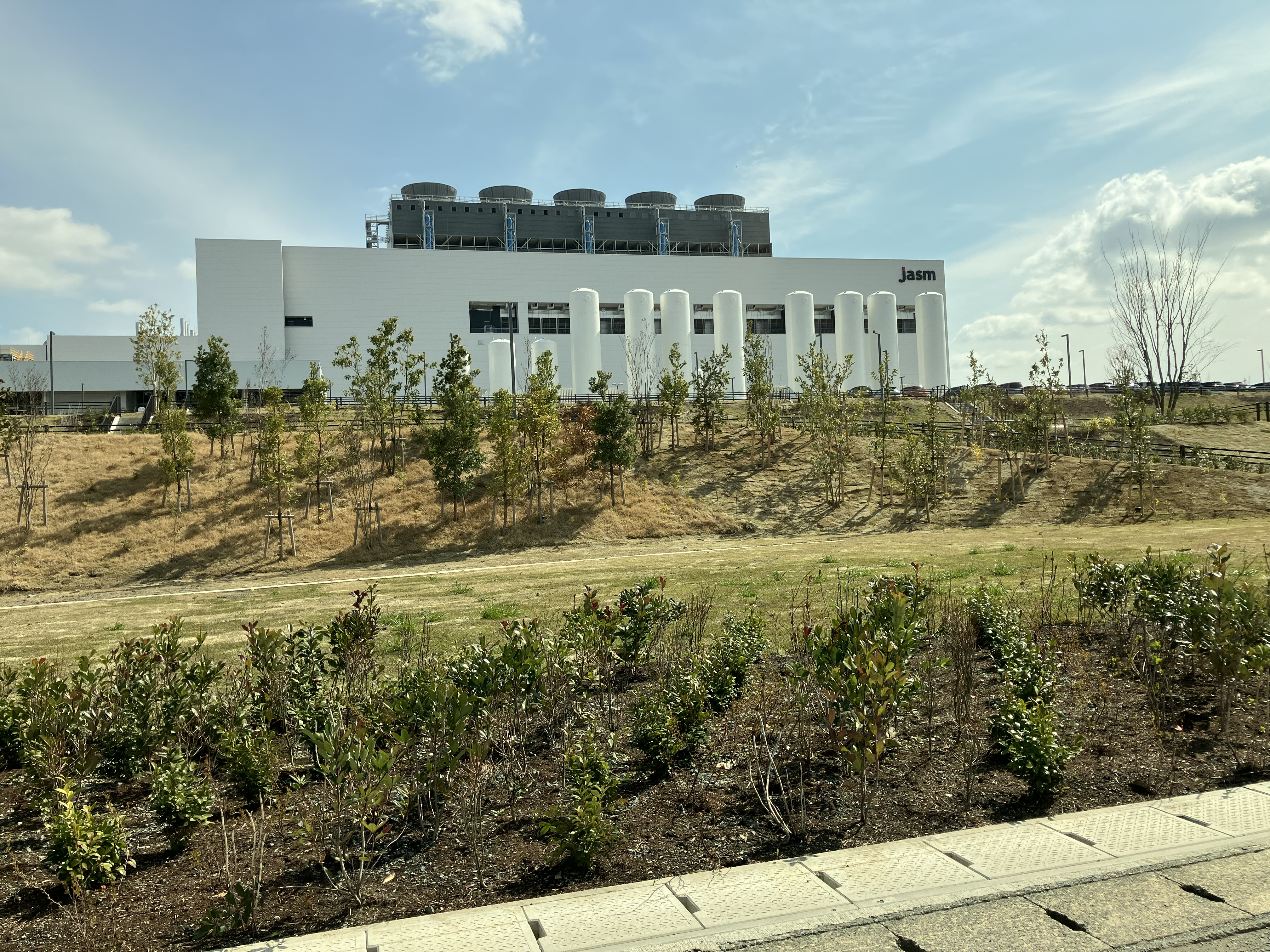
JASM熊本工場

JASM（Japan Advanced Semiconductor Manufacturing株式会社）は、TSMCが過半数を出資する子会社で、ソニーセミコンダクタソリューションズとデンソーが少数株主として参画している。 
2021年12月設立。本社は2022年4月現在は熊本県熊本市。 
工場は熊本県菊陽町に2022年4月より建設され、2024年に、12/16 nm FinFETプロセスと22/28 nmプロセス技術により生産を開始する予定で、月産能力は12インチウェハで55,000枚となる予定。また、生産開始時には本社も工場敷地内に移転予定。

### ジャパンデザインセンターと3DIC研究開発センター
グローバル顧客対応のために2020年に設立された横浜のTSMCジャパンデザインセンターは、台湾本社や世界各地のデザインセンターと協力し、5 nm、3 nm、さらにその先の最先端プロセスを使用する顧客をサポートしている。その一環として、社内テストチップやSRAMマクロ、コンパイラ等の開発、 TSMCプロセスのデザインフローの開発、設計環境の構築を行っている。 
TSMCジャパン3DIC研究開発センターは、複数のシリコンウェハーまたはダイを垂直方向に統合し、それらを接続して1つのデバイスとして機能させる最先端半導体の開発を目的に茨城県つくば市に設立された。

## 主要顧客と技術の提供
2021年時点で、TSMC全体で年間1300万枚 (12インチ換算)を超えるICウェハ製造能力を持ち、2ミクロンから5ナノメートルまでのプロセスノードを用いて顧客向けに集積回路を製造している。 
2021年、TSMCは290の異なるプロセス技術を展開し、500社を超える顧客に12,300以上の製品を製造した。 
主な顧客は、アップル、インテル、クアルコム、AMD、Nvidiaとなっている。 
TSMCは、7 nmと5 nmプロセスによるICウェハを大量に生産しており、7nmプラス（N7+）プロセスによりEUV（極端紫外線）技術を商用化した、初のファウンドリとなっている。2022年には、3nm製品の量産を開始した。3nmプロセスのトランジスタの幅は、人間の髪の毛の2万分の1に過ぎない。  

## 技術、製品、サービス
7 nmプラス（N7+） によって、TSMCは、半導体業界で EUV（極端紫外線）技術を商用化した、初のファウンドリとなっている。 紫外線パターンを用いてシリコン上に微細な回路を実現し、従来の技術に比べトランジスタ密度を15 - 20 %向上させ、消費電力を10 %低減している。N5プロセスは、トランジスタ密度を2倍、性能をさらに15%向上させた。 
TSMCは、現在300 mmウェハを用いて以下のプロセスを生産している。 
- 0.13 μm (用途: 汎用 (G), 低消費電力 (LP),ハイパフォーマンス低電圧 (LV)) 1215
- 90 nm (2006年第四四半期からの80GCに基づく)
- 65 nm (用途: 汎用 (GP), 低消費電力 (LP), 超低消費電力 (ULP), LPG)
- 55 nm (用途: 汎用 (GP), 低消費電力 (LP))
- 40 nm (用途: 汎用 (GP), 低消費電力 (LP), 超低消費電力 (ULP))

- 28 nm (用途: ハイパフォーマンス (HP), ハイパフォーマンスモバイル (HPM), ハイパフォーマンスコンピューティング (HPC), ハイパフォーマンス低消費電力 (HPL), 低消費電力 (LP), ハイパフォーマンスコンピューティングプラス (HPC+), HKMGを使用した超低消費電力 (ULP)
- 22 nm (用途: 超低消費電力 (ULP), 超低リーク (ULL))
- 20 nm
- 16 nm (用途: FinFET (FF), FinFET Plus (FF+), FinFET Compact (FFC))
- 12 nm (用途: FinFET Compact (FFC), FinFET (FF), NVIDIA (FFN)), 16 nm プロセスの拡張版

- 10 nm (用途: FinFET (FF))
- 7 nm (用途: FinFET (FF), FinFET Plus (FF+), FinFET Pro (FFP), ハイパフォーマンスコンピューティング (HPC))
- 6 nm (用途: FinFET (FF), 2020年第一四半期よりリスク生産開始, 7 nmプロセスの拡張版)
- 5 nm (用途: FinFET (FF))
- 4 nm (用途: FinFET (FF), 2022年より生産開始, 5 nmプロセスの拡張版)[25]
- 3 nm[33], 2022年12月より生産開始[26][27]

```
また、TSMCでは、より高い性能と精度を、高いコスト効率で提供することを目的としたDFM（Design For Manufacturing）
[
34
]
を提供している。
```

## ESGへの取り組み
2021年、TSMCは2050年までにネット・ゼロ・エミッションを達成することを約束し、2020年、温室効果ガスの実質ゼロを達成。同社は、2025年までに排出量の増加をゼロにし、2030年までに排出量を2020年レベルまで削減するという短期目標を掲げている。 
2020年、TSMCは半導体企業として世界で初めてRE100に加盟し、2050年までに再生可能エネルギーを100 %使用することを発表した。TSMCは台湾のエネルギー消費の約5 %を占めており、この動きは、台湾全土での再生可能エネルギーへの転換のために重要だと見られている。 
2020年から、TSMCはOrsted社と20年間の契約を締結し、台湾西海岸で開発中の洋上風力発電所2基の全生産量を購入することとした。調印当時は、企業のグリーンエネルギー受注としては世界でも史上最大規模だった。2020年にエネルギーの7.6 %を再生可能エネルギーで取得し、2030年までに40 %に増やすことを目指している。
TSMCは、生産に大量の水を使用する半導体業界において、節水を最重要課題と位置づけている。水源管理を生産コストとして捉え、全ての水を3.5回以上使用し、リサイクル水を主要水源（90 %近く）としている。 
水の使用量削減の必要性は、5 nmプロセスによる集積回路の生産量増加や新ファブの建設により、一層高まっている。TSMCは2020年、ウェーハ製造時の水使用量を8.9 %削減したが、目標の10 %にはわずかに届かなかった。2020年の1日の水使用量は19万3千トンとなった。 
2020年のCSRレポートによると、TSMCは2015年以降、１製品あたりの大気汚染物質排出量を46 %削減し、2030年のSDGsを前倒しで達成している。また、6年連続で廃棄物の95 %をリサイクルし、11年連続で廃棄物の埋立地への排出を1%未満に抑えている。 